# Asterometra macropoda
Asterometra macropoda is een haarster uit de familie Asterometridae.
De wetenschappelijke naam van de soort werd in 1907 gepubliceerd door Austin Hobart Clark.